# Arquiescrita
"Arquiescrita" (em francês:  archi-écriture) é um termo usado pelo filósofo francês Jacques Derrida em sua tentativa de reorientar a relação entre fala e escrita.
Derrida argumenta que, desde Platão, a fala sempre teve prioridade sobre a escrita. No Ocidente, a escrita fonética era considerada uma imitação secundária da fala, uma cópia pobre do ato vivo imediato da fala. Derrida argumenta que em séculos posteriores o filósofo Jean-Jacques Rousseau e o linguista Ferdinand de Saussure deram à escrita um papel secundário ou parasitário. No ensaio Platão's Pharmacy, de Derrida, ele procurou questionar essa priorização, primeiramente complicando os dois termos fala e escrita.
De acordo com Derrida, essa complicação é visível na palavra grega φάρμακον pharmakon, que significa "cura" e "veneno". Derrida observou que Platão argumentou que a escrita era "venenosa" para a memória, uma vez que a escrita é uma mera repetição, em comparação com a memória viva necessária para a fala. Derrida ressalta, no entanto, que, uma vez que tanto a fala quanto a escrita dependem da repetição, a duas não podem ser completamente distinguidas.
No neologismo arche-writing, "arche-" que significa "origem, princípio ou telos ", tenta ir além da simples divisão escrita/fala. Arche-escrita refere-se a um tipo de escrita que precede tanto a fala quanto a escrita. Derrida argumentou que a arquiescrita é, em certo sentido, linguagem, na medida em que já está lá antes de usá-la, já tem uma estrutura/gênese pré-dada, mas maleável, que é uma configuração semifixa de diferentes palavras e sintaxes. Essa fixidez é a escrita a que Derrida se refere, tal 'escrita' pode até ser vista em culturas que não empregam a escrita, pode ser vista em entalhes em uma corda ou barril, costumes fixos ou posicionamentos ao redor das áreas de convivência.